# Port lotniczy Lakselv
Port lotniczy Lakselv (IATA: LKL, ICAO: ENNA) – lotnisko położone 1,5 kilometra od miasta Lakselv (gmina Porsanger) w okręgu Finnmark, w północnej Norwegii. Obsługuje również gminę Karasjok leżącą około 74 km na południe. Lotnisko nazywane jest również North Cape Airport, mimo że Nordkapp znajduje się w odległości 180 km od niego.
Lotnisko oferuje codzienne połączenia z Tromsø i Alta na pokładach samolotów Widerøe jak również międzynarodowe, czarterowe loty w okresie letnim.

## Historia
Lotnisko Lakselv zostało pierwszy raz użyte w 1938 roku. Początkowo było wojskowym lądowiskiem, z pasem o powierzchni żwirowej w kierunkach 11/29, który częściowo jest widoczny do dziś. Podczas Drugiej Wojny Światowej oddziały wojsk niemieckich wybudowały w tym miejscu hangary, warsztaty i szpitale wspierające pozycje obronne. Budynki zostały zburzone podczas odwrotu w 1944 roku.
Po wojnie lotnisko zostało przejęte przez Norweskie Siły Powietrzne, jednak nie było użytkowane od 1951 roku ze względu na fakt, iż zarówno pas startowy jak i inne konstrukcje zostały rozebrane z powodu ich braku w regionie Finnmark, podczas powojennej odbudowy. Lotnisko zostało ponownie otwarte w 1963 roku razem z dwoma innymi w regionie – lotniskiem Alta i Kirkenes. Finansowane przez NATO było zarówno lotniskiem cywilnym jak i wojskowym. Od tego czasu było wielokrotnie rozbudowywane na potrzeby lotnictwa cywilnego jak i wojskowego.

## Kierunki lotów i linie lotnicze
| Linia lotnicza               | Kierunek                                |
| ---------------------------- | --------------------------------------- |
| DAT                          | 1. Tromsø                               |
| Norwegian Air Shuttle        | 1. Oslo-Gardermoen (od 1 kwietnia 2024) |
| Scandinavian Airlines System | 1. Oslo-Gardermoen                      |
| Widerøe                      | 1. Tromsø (powrót od 1 kwietnia 2024)   |